# Hoogspringen

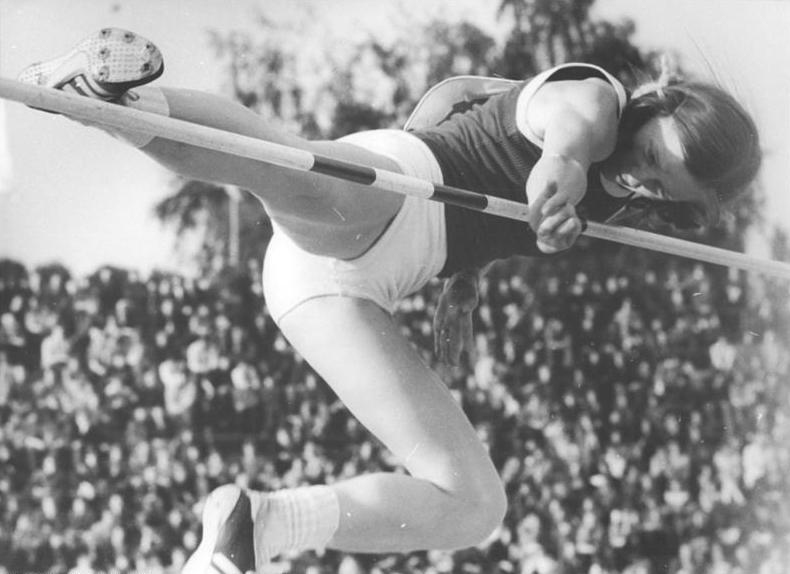
'Koningin van de straddle' of rolsprong: Rosemarie Ackermann.

Hoogspringen is een atletiekonderdeel, waarbij het de bedoeling is over een tussen twee staanders bevestigde lat te springen. Deze lat wordt steeds hoger geplaatst, en de winnaar is de persoon die over de hoogst gelegde lat gesprongen is.
Hoogspringen maakt ook deel uit van de vijfkamp, zevenkamp en de tienkamp.

## Regels
Springers (m/v) hoeven zich maar aan enkele regels te houden: er moet met één been afgezet worden (kinderen kunnen daar moeite mee hebben), en de grond of de mat voorbij het vlak gevormd door de staanders mag niet aangeraakt wordt met enig lichaamsdeel. De sprong telt echter wel als een atleet bij het springen met de voet de landingsmat aanraakt en daarvan volgens de jury geen voordeel ondervonden heeft. 

Er zijn regels voor hoelang een poging mag duren (bij grote wedstrijden geeft een terugtellende klok de resterende tijd aan), binnen die tijd mag een poging afgebroken worden en de aanloop opnieuw aangevangen worden. 

Toen door Russische springers in de jaren vijftig records werden gesprongen met behulp van zeer verdikte zolen, is de maximale dikte van de zool vastgelegd. Deze bedraagt bij de voorvoet 13 mm en bij de hiel 19 mm (bij verspringen geldt hetzelfde).
Iemand blijft in de wedstrijd totdat drie opeenvolgende sprongen mislukt zijn, die niet noodzakelijkerwijs dezelfde hoogte betroffen. De te springen hoogten worden voor aanvang van de wedstrijd vastgelegd en ieder beslist zelf op welke hoogten pogingen gewaagd worden. De vastgelegde hoogten verschillen meestal 5 cm, bij grote wedstrijden eerst 5 cm en dan 3 cm of 2 cm, bij meerkampen voor de senioren (20-35 jaar) is 3 cm verplicht. De laatst overgeblevene mag om elke hoogte vragen, behalve bij een meerkamp.

### Gelijk eindigen
Bij het hoogspringen (en polsstokhoogspringen) komt het vrij vaak voor dat verschillende atleten dezelfde eindhoogte halen. De volgorde wordt dan bepaald met een aantal slechts voor kenners doorzichtige regels.
- De eerste regel is dat wordt gekeken naar het aantal foutsprongen op de gesprongen hoogte. Stel dat vijf atleten 2,01 sprongen, waarvan twee het in de eerste poging haalden, twee in de tweede en eentje in de derde, dan krijgen in die volgorde twee atleten plaats 1 toebedeeld, twee plaats 3 en eentje plaats 5.
- Met een tweede regel wordt verder onderscheid aangebracht. Daarvoor wordt gekeken naar het totale aantal foutsprongen in de hele wedstrijd; minder foutsprongen tellen dan natuurlijk als beter. Als dit geen uitsluitsel geeft, wordt men op dezelfde plaats gezet, in het voorbeeld zou dat betekenen dat twee gouden en twee bronzen plakken worden uitgereikt.
- Gaat het echter om de eerste plaats dan wordt, althans bij grote wedstrijden, een barrage gesprongen. Eerst krijgen alle kandidaten voor de eerste plaats een extra poging op de laatste hoogte waarop ze allemaal gesprongen hebben, dat kan bijvoorbeeld 2,03 geweest zijn. Wie dat niet haalt valt af, tenzij iedereen faalt. Haalt eentje de barragehoogte wel, dan is de kampioen bekend en de anderen krijgen zilver. Maar halen meerdere atleten die hoogte, dan gaat de lat weer 2 cm hoger en krijgt men daarop één poging; haalt echter niemand het dan gaat de lat 2 cm naar beneden voor één poging. Enzovoort, de lat gaat telkens 2 cm omhoog als meerderen het halen of 2 cm naar beneden als meerderen missen. Het is daardoor mogelijk dat uiteindelijk de beslissing valt op een heel andere hoogte dan wat het eind van de wedstrijd leek. Een enigszins absurd voorbeeld: twee springsters halen in de barragepoging 2,03, vervolgens halen ze beiden de barragehoogtes van 2,05 en 2,07 en evenaren ze beiden het wereldrecord van 2,09, op 2,11 falen ze echter. Dan moet weer 2,09 geprobeerd worden, maar ze zijn moe en falen, zo ook op 2,07, 2,05, 2,03 en 2,01. Uiteindelijk op 1,99 haalt eentje het wel en de andere niet, waarmee goud bekend is. In de uitslag komt de hoogst behaalde hoogte te staan van wedstrijd plus barrage en de wereldrecordhoogte is dus geldig, ook al sprong men in de gewone wedstrijd slechts 2,01 en viel de beslissing op 1,99. Een barrage is echter niet verplicht. Zo werden er bijvoorbeeld op de Olympische Spelen van 2020 twee gouden medailles uitgedeeld nadat Mutaz Essa Barshim en Gianmarco Tamberi beiden faalden op 2,39 m na gelijke pogingen, en samen besloten het goud te delen. Op de Olympische Spelen van 2024 ontstond dezelfde situatie, maar kozen de Amerikaan Shelby McEwen en de Nieuw-Zeelander Hamish Kerr wel voor barragesprongen (en won Kerr).[1]

## Materiaal
Het aanloopvlak, dat meestal de vorm heeft van een halve cirkel, dient een straal te hebben van minimaal 20 meter. De landingsmatras is minimaal 6 meter breed, 4 meter diep en 0,7m hoog, bij kleinere, nationale wedstrijden is een mat van 5 bij 3 toegestaan. De twee sprongstandaards mogen niet in de grond vastzitten en de lat moet er zo op geplaatst kunnen worden dat hij eraf kan vallen bij aanraking door de springer. De 4 meter lange lat is rond en heeft platte uiteinden, hij is meestal van glasvezelversterkte kunststof of iets dergelijks gemaakt. Driehoekige latten mogen niet meer, omdat ze blessures kunnen veroorzaken, ook metalen latten zijn niet meer toegestaan omdat ze krom kunnen worden, waarna het vaststellen van de spronghoogte niet meer goed mogelijk is.
Voor alle atletieknummers is speciaal schoeisel ontwikkeld. De spikes die bij hoogspringen worden gebruikt, geven veel steun aan de voet om de enorme krachten bij de afzet te helpen te weerstaan. De spikepuntjes die onder hoogspringspikes zitten zijn meestal 9 mm, hoewel op sommige banen maximaal 6 mm is toegestaan..

## Techniek
Bij het hoogspringen zijn in de loop van de tijd veel verschillende sprongtechnieken ontwikkeld. De springers en trainers zochten naar manieren om het zwaartepunt zo laag mogelijk over de lat te laten gaan, waarna toch nog veilig geland kon worden. Er werd in het verleden namelijk geland in een zandbak, waarin soms een berg zand of zaagsel de klap van de landing wat verzachtte. De eenvoudige Schotse sprong is al gauw vervangen door de gunstigere zijrol en schaarsprong, waarna de rolsprong in zwang kwam. De landing van de rolsprong was niet gemakkelijk te controleren en dat leidde vanaf de jaren zestig tot het invoeren van een groot schuimplastic landingsmatras om de val te breken. De matras maakte de weg vrij voor de fosburyflop, waarbij op de rug wordt geland. In het zand zou deze techniek tot veel blessures geleid hebben.
Terwijl de verspringers, hink-stap-springers en polsstokhoogspringers slechts de aanloop onder een rechte hoek kennen, zijn bij het hoogspringen aanloophoeken van 20 tot 90 graden in de praktijk geprobeerd. Springers bepalen zelf welke aanloopsnelheid tot de grootste verticale stijging leidt. Bij de afzet wordt zowel de één- als dubbelarmige techniek gebruikt.
De Schotse sprong, de schaarsprong en de zijrol komen tegenwoordig nauwelijks meer voor. De rolsprong of 'straddle' zie je nog wel bij de mastersatletiek, waar in oudere leeftijdsklassen het percentage rolspringers toe- en het aantal flopspringers afneemt.

## Records en bekende atleten uit België en Nederland
De wereldrecords hoogspringen staan op naam van de Cubaan Javier Sotomayor 2,45 m (in 1993) bij de mannen en de Oekraïense Yaroslava Mahuchikh 2,10 m (in 2024) bij de vrouwen. De hoogste sprong in de zevenkamp bij vrouwen staat op naam van de Belgische atlete Nafissatou Thiam met 2,02 m in Talence (2019).
België had met Tia Hellebaut een atlete in de internationale top van het hoogspringen.
Tijdens de jaren tachtig was ook de Belg Eddy Annys een hoogspringer van internationaal niveau bij de mannen.
Op 11 augustus 2006 behaalde Tia Hellebaut goud op de EK in Göteborg. Nadat ze eerst haar Belgisch record had verbeterd tot 2,01 m, sprong Tia daarna over 2,03 m. Venelina Veneva behaalde zilver en had één poging meer nodig dan Hellebaut om over 2,03 m te springen.
Op 3 maart 2007 werd Tia Hellebaut Europees indoorkampioene hoogspringen met een Belgisch record van 2,05 m.
Op 23 augustus 2008 werd Tia Hellebaut olympisch kampioene op de Olympische Spelen in Peking door over 2,05 m te springen.
Bij de wereldkampioenschappen van 2009 bereikte Martijn Nuijens met 2,23 m een gedeelde vijfde plaats, na in de kwalificatie 2,29 m te hebben gesprongen.
Bij de Europese indoorkampioenschappen van 2023 werd Douwe Amels Europees kampioen door als enige over 2,31 m te springen, hetgeen tevens een evenaring van het Nederlands record van Wilbert Pennings betekende. Bij de vrouwen evenaarde Britt Weerman haar eigen Nederlandse record van 1,96 m en dat leverde de zilveren medaille op.

## Continentale records (outdoor)
| Continent                | Geslacht | Prestatie   | Atleet                                                | Land        | Datum                                      | Plaats                     |
| ------------------------ | -------- | ----------- | ----------------------------------------------------- | ----------- | ------------------------------------------ | -------------------------- |
| Afrika                   | M        | 2,38 m      | Jacques Freitag                                       | RSA         | 5 maart 2005                               | Oudtshoorn                 |
| Afrika                   | V        | 2,06 m      | Hestrie Cloete                                        | RSA         | 31 augustus 2003                           | Parijs                     |
| Noord- en Midden-Amerika | M        | 2,45 m (WR) | Javier Sotomayor                                      | CUB         | 27 juli 1993                               | Salamanca                  |
| Noord- en Midden-Amerika | V        | 2,05 m      | Chaunté Lowe                                          | USA         | 26 juni 2010                               | Des Moines                 |
| Zuid-Amerika             | M        | 2,33 m      | Gilmar Mayo                                           | COL         | 17 oktober 1994                            | Pereira                    |
| Zuid-Amerika             | V        | 1,96 m      | Solange Witteveen                                     | ARG         | 8 september 1997                           | Oristano                   |
| Azië                     | M        | 2,43 m      | Mutaz Essa Barshim                                    | QAT         | 5 september 2014                           | Brussel                    |
| Azië                     | V        | 2,00 m      | Nadezhda Dubovitskaya                                 | KAZ         | 8 juni 2021                                | Almaty                     |
| Europa                   | M        | 2,42 m      | Patrik Sjöberg Carlo Thränhardt (i) Bohdan Bondarenko | SWE FRG UKR | 30 juni 1987 26 februari 1988 14 juni 2014 | Stockholm Berlijn New York |
| Europa                   | V        | 2,10 m (WR) | Jaroslava Mahoetsjich                                 | UKR         | 7 juli 2024                                | Parijs                     |
| Oceanië                  | M        | 2,36 m      | Tim Forsyth Brandon Starc                             | AUS         | 2 maart 1997 26 augustus 2018              | Melbourne Eberstadt        |
| Oceanië                  | V        | 2,02 m      | Nicola Olyslagers                                     | AUS         | 17 september 2023                          | Eugene                     |

Bijgewerkt tot 7 juli 2024

## Top tien beste atleten

### Mannen (outdoor)
| Pos. | Prestatie | Atleet              | Land                       | Plaats     | Datum            |
| ---- | --------- | ------------------- | -------------------------- | ---------- | ---------------- |
| 1.   | 2,45      | Javier Sotomayor    | Cuba                       | Salamanca  | 27 juli 1993     |
| 2.   | 2,43      | Mutaz Essa Barshim  | Qatar                      | Brussel    | 5 september 2014 |
| 3.   | 2,42      | Patrik Sjöberg      | Zweden                     | Stockholm  | 30 juni 1987     |
| 3.   | 2,42      | Bohdan Bondarenko   | Oekraïne                   | New York   | 14 juni 2014     |
| 5.   | 2,41      | Igor Paklin         | Sovjet-Unie Kazachse SSR   | Kobe       | 4 september 1985 |
| 7.   | 2,40      | Roedolf Povarnitsyn | Sovjet-Unie Oekraïense SSR | Donetsk    | 11 augustus 1985 |
| 7.   | 2,40      | Sorin Matei         | Roemenië                   | Bratislava | 20 juni 1990     |
| 7.   | 2,40      | Charles Austin      | Verenigde Staten           | Zürich     | 7 augustus 1991  |
| 7.   | 2,40      | Vjatsjelav Voronin  | Rusland                    | Londen     | 5 augustus 2000  |
| 7.   | 2,40      | Derek Drouin        | Canada                     | Des Moines | 25 april 2014    |
| 7.   | 2,40      | Andrij Protsenko    | Oekraïne                   | Lausanne   | 3 juli 2014      |

- Bijgewerkt tot en met 21 augustus 2022

### Vrouwen (outdoor)
| Pos. | Prestatie | Atlete                | Nationaliteit    | Plaats     | Datum             |
| ---- | --------- | --------------------- | ---------------- | ---------- | ----------------- |
| 1.   | 2,10      | Jaroslava Mahoetsjich | Oekraïne         | Parijs     | 7 juli 2024       |
| 2.   | 2,09      | Stefka Kostadinova    | Bulgarije        | Rome       | 30 augustus 1987  |
| 3.   | 2,08      | Blanka Vlašić         | Kroatië          | Zagreb     | 31 augustus 2009  |
| 4.   | 2,07      | Ljoedmila Andonova    | Bulgarije        | Berlijn    | 20 juli 1984      |
| 4.   | 2,07      | Anna Tsjitsjerova     | Rusland          | Cheboksary | 22 juli 2011      |
| 6.   | 2,06      | Kajsa Bergqvist       | Zweden           | Eberstadt  | 26 juli 2003      |
| 6.   | 2,06      | Hestrie Cloete        | Zuid-Afrika      | Parijs     | 31 augustus 2003  |
| 6.   | 2,06      | Jelena Slesarenko     | Rusland          | Athene     | 28 augustus 2004  |
| 6.   | 2,06      | Ariane Friedrich      | Duitsland        | Berlijn    | 14 juni 2009      |
| 6.   | 2,06      | Maria Lasitskene      | Rusland          | Lausanne   | 6 juli 2017       |
| 11.  | 2,05      | Tamara Bykova         | Sovjet-Unie      | Kiev       | 22 juni 1984      |
| 11.  | 2,05      | Heike Henkel          | Duitsland        | Tokio      | 31 augustus 1991  |
| 11.  | 2,05      | Inha Babakova         | Oekraïne         | Tokio      | 15 september 1995 |
| 11.  | 2,05      | Tia Hellebaut         | België           | Peking     | 23 augustus 2008  |
| 11.  | 2,05      | Chaunté Lowe          | Verenigde Staten | Des Moines | 26 juni 2010      |

- Bijgewerkt tot en met 7 juli 2024

### Mannen (indoor)
| Pos. | Prestatie | Atleet             | Land             | Plaats    | Datum            |
| ---- | --------- | ------------------ | ---------------- | --------- | ---------------- |
| 1.   | 2,43      | Javier Sotomayor   | Cuba             | Boedapest | 4 maart 1989     |
| 2.   | 2,42      | Carlo Thränhardt   | West-Duitsland   | Berlijn   | 26 februari 1988 |
| 3.   | 2,41      | Patrik Sjöberg     | Zweden           | Piraeus   | 1 februari 1987  |
| 3.   | 2,41      | Mutaz Essa Barshim | Qatar            | Athlone   | 19 februari 2015 |
| 5.   | 2,40      | Hollis Conway      | Verenigde Staten | Sevilla   | 10 maart 1991    |
| 5.   | 2,40      | Stefan Holm        | Zweden           | Madrid    | 6 maart 2005     |
| 5.   | 2,40      | Ivan Oechov        | Rusland          | Piraeus   | 25 februari 2009 |
| 5.   | 2,40      | Aleksey Dmitrik    | Rusland          | Arnstadt  | 8 februari 2014  |
| 9.   | 2,39      | Dietmar Mögenburg  | West-Duitsland   | Keulen    | 24 februari 1985 |
| 9.   | 2,39      | Ralf Sonn          | Duitsland        | Berlijn   | 1 maart 1991     |

- Bijgewerkt tot en met 14 november 2023

### Vrouwen (indoor)
| Pos. | Prestatie | Atlete                | Land      | Plaats          | Datum            |
| ---- | --------- | --------------------- | --------- | --------------- | ---------------- |
| 1.   | 2,08      | Kajsa Bergqvist       | Zweden    | Arnstadt        | 4 februari 2006  |
| 2.   | 2,07      | Heike Henkel          | Duitsland | Karlsruhe       | 8 februari 1992  |
| 3.   | 2,06      | Stefka Kostadinova    | Bulgarije | Piraeus         | 20 februari 1988 |
| 3.   | 2,06      | Blanka Vlašić         | Kroatië   | Arnstadt        | 6 februari 2010  |
| 3.   | 2,06      | Anna Tsjitsjerova     | Rusland   | Arnstadt        | 4 februari 2012  |
| 3.   | 2,06      | Jaroslava Mahoetsjich | Oekraïne  | Banská Bystrica | 2 februari 2021  |
| 7.   | 2,05      | Tia Hellebaut         | België    | Birmingham      | 3 maart 2007     |
| 7.   | 2,05      | Ariane Friedrich      | Duitsland | Karlsruhe       | 15 februari 2009 |
| 7.   | 2,05      | Maria Lasitskene      | Rusland   | Moskou          | 9 februari 2020  |
| 10.  | 2,04      | Alina Astafei         | Duitsland | Berlijn         | 3 maart 1995     |
| 10.  | 2,04      | Jelena Slesarenko     | Rusland   | Boedapest       | 7 maart 2004     |
| 10.  | 2,04      | Antonietta Di Martino | Italië    | Banská Bystrica | 9 februari 2011  |

- Bijgewerkt tot en met 14 november 2023

### België

#### Beste mannelijke atleten
| Rang | Prestatie | Atleet            | Datum            | Plaats           |
| ---- | --------- | ----------------- | ---------------- | ---------------- |
| 1.   | 2,36      | Eddy Annys        | 26 mei 1985      | Gent             |
| 2.   | 2,29      | Thomas Carmoy     | 5 maart 2023     | Istanboel        |
| 3.   | 2,27(i)   | Jef Vermeiren     | 28 december 2022 | Oostende         |
| 4.   | 2,26      | Marc Borra        | 12 juni 1984     | Brussel          |
| 4.   | 2,26      | Stijn Stroobants  | 20 juni 2009     | Bergen           |
| 4.   | 2,26      | Bram Ghuys        | 15 juli 2018     | Nieuwpoort       |
| 7.   | 2,25      | Patrick De Paepe  | 18 januari 2001  | Gent             |
| 8.   | 2,23      | Bruno Brokken     | 7 augustus 1975  | Aalst            |
| 8.   | 2,23      | Guy Moreau        | 18 mei 1980      | Louvain-la-Neuve |
| 10.  | 2,22      | Dimitri Maenhoudt | 3 augustus 1991  | Brussel          |

Bijgewerkt: 18 augustus 2025

#### Beste vrouwelijke atleten
| Rang | Prestatie | Atleet             | Datum            | Plaats        |
| ---- | --------- | ------------------ | ---------------- | ------------- |
| 1.   | 2,05(i)   | Tia Hellebaut      | 3 maart 2007     | Birmingham    |
| 2.   | 2,02      | Nafissatou Thiam   | 22 juni 2019     | Talence       |
| 3.   | 1,97      | Merel Maes         | 2 augustus 2025  | Brussel       |
| 4.   | 1,95      | Natalja Jonckheere | 12 februari 1995 | Gent          |
| 5.   | 1,94      | Chris Soetewey     | 12 juli 1983     | Brussel       |
| 5.   | 1,94      | Sabrina De Leeuw   | 6 februari 1994  | Gent          |
| 5.   | 1,94      | Claire Orcel       | 28 juli 2019     | Saint-Étienne |
| 8.   | 1,92      | Anne-Marie Pira    | 4 juni 1977      | Turijn        |
| 9.   | 1,90      | Hannelore Desmet   | 1 augustus 2015  | Ninove        |
| 9.   | 1,90      | Zita Goossens      | 27 juni 2021     | Brussel       |

Bijgewerkt: 18 augustus 2025

## Wereldrecordontwikkeling

### Mannen
| Hoogte (m) | Naam                 | Land | Datum      | Plaats       |
| ---------- | -------------------- | ---- | ---------- | ------------ |
| 2,00       | George Horine        | USA  | 18.05.1912 | Palo Alto    |
| 2,01       | Edward Beeson        | USA  | 02.05.1914 | Berkeley     |
| 2,03       | Harold Osborn        | USA  | 27.05.1924 | Urbana       |
| 2,04       | Walter Marty         | USA  | 13.05.1933 | Fresno       |
| 2,06       | Walter Marty         | USA  | 28.04.1934 | Palo Alto    |
| 2,07       | Cornelius Johnson    | USA  | 12.07.1936 | New York     |
| 2,07       | David Albritton      | USA  | 12.07.1936 | New York     |
| 2,09       | Melvin Walter        | USA  | 12.08.1937 | Malmö        |
| 2,11       | Lester Steers        | USA  | 17.06.1941 | Los Angeles  |
| 2,12       | Walter Davis         | USA  | 27.06.1953 | Dayton       |
| 2,15       | Charles Dumas        | USA  | 29.06.1956 | Los Angeles  |
| 2,16       | Juri Stepanow        | URS  | 13.07.1957 | Leningrad    |
| 2,17       | John Thomas          | USA  | 30.04.1960 | Philadelphia |
| 2,17       | John Thomas          | USA  | 21.05.1960 | Cambridge    |
| 2,18       | John Thomas          | USA  | 24.06.1960 | Bakersfield  |
| 2,22       | John Thomas          | USA  | 01.07.1960 | Palo Alto    |
| 2,23       | Valeri Broemel       | URS  | 18.06.1961 | Moskou       |
| 2,24       | Valeri Broemel       | URS  | 16.07.1961 | Moskou       |
| 2,25       | Valeri Broemel       | URS  | 31.08.1961 | Sofia        |
| 2,26       | Valeri Broemel       | URS  | 22.07.1962 | Palo Alto    |
| 2,27       | Valeri Broemel       | URS  | 29.09.1962 | Moskou       |
| 2,28       | Valeri Broemel       | URS  | 21.07.1963 | Moskou       |
| 2,29       | Pat Matzdorf         | USA  | 03.07.1971 | Berkeley     |
| 2,30       | Dwight Stones        | USA  | 11.07.1973 | München      |
| 2,31       | Dwight Stones        | USA  | 05.06.1976 | Philadelphia |
| 2,32       | Dwight Stones        | USA  | 04.08.1976 | Philadelphia |
| 2,33       | Vladimir Jasjtsjenko | URS  | 03.07.1977 | Richmond     |
| 2,34       | Vladimir Jasjtsjenko | URS  | 16.06.1978 | Tbilisi      |
| 2,35       | Jacek Wszoła         | POL  | 25.05.1980 | Eberstadt    |
| 2,35       | Dietmar Mögenburg    | FRG  | 26.05.1980 | Rehlingen    |
| 2,36       | Gerd Wessig          | GDR  | 01.08.1980 | Moskou       |
| 2,37       | Zhu Jianhua          | CHN  | 11.06.1983 | Peking       |
| 2,38       | Zhu Jianhua          | CHN  | 22.09.1983 | Shanghai     |
| 2,39       | Zhu Jianhua          | CHN  | 10.06.1984 | Eberstadt    |
| 2,40       | Roedolf Povarnitsyn  | URS  | 11.08.1985 | Donetsk      |
| 2,41       | Igor Paklin          | URS  | 04.09.1985 | Kobe         |
| 2,42       | Patrik Sjöberg       | SWE  | 30.06.1987 | Stockholm    |
| 2,42       | Carlo Thränhardt     | FRG  | 26.02.1988 | Berlijn      |
| 2,43       | Javier Sotomayor     | CUB  | 08.09.1988 | Salamanca    |
| 2,44       | Javier Sotomayor     | CUB  | 29.07.1989 | San Juan     |
| 2,45       | Javier Sotomayor     | CUB  | 27.07.1993 | Salamanca    |

### Vrouwen
| Hoogte (m) | Naam                           | Land | Datum      | Plaats        |
| ---------- | ------------------------------ | ---- | ---------- | ------------- |
| 1,46 *     | Nancy Vorhees                  | USA  | 20.05.1922 | Simsbury      |
| 1,485 *    | Elizabeth Stine                | USA  | 20.05.1923 | Leonia        |
| 1,485 *    | Sophie Eliott-Lynn             | GBR  | 06.08.1923 | Brentwood     |
| 1,524 *    | Phyllis Green                  | GBR  | 11.07.1925 | Londen        |
| 1,552 *    | Phyllis Green                  | GBR  | 02.08.1926 | Londen        |
| 1,58 *     | Ethel Catherwood               | CAN  | 06.09.1926 | Regina        |
| 1,58 *     | Lien Gisolf                    | NED  | 03.07.1928 | Brussel       |
| 1,595 *    | Ethel Catherwood               | CAN  | 05.08.1928 | Amsterdam     |
| 1,605 *    | Lien Gisolf                    | NED  | 18.08.1929 | Amsterdam     |
| 1,62 *     | Lien Gisolf                    | NED  | 12.06.1932 | Amsterdam     |
| 1,65       | Jean Shiley                    | USA  | 07.08.1932 | Los Angeles   |
| 1,65       | Mildred Didriksen              | USA  | 07.08.1932 | Los Angeles   |
| 1,66       | Dorothy Odam                   | GBR  | 29.05.1939 | Brentwood     |
| 1,66       | Esther van Heerden             | SAF  | 29.03.1941 | Stellenbosch  |
| 1,66       | Ilsebill Pfenning              | SUI  | 27.07.1941 | Lugano        |
| 1,71       | Fanny Blankers-Koen            | NED  | 30.05.1943 | Amsterdam     |
| 1,72       | Sheila Lerwill                 | GBR  | 07.07.1951 | Londen        |
| 1,73       | Alexandra Tschudina            | URS  | 22.05.1954 | Kiev          |
| 1,74       | Thelma Hopkins                 | GBR  | 05.05.1956 | Belfast       |
| 1,75       | Iolanda Balaş                  | ROM  | 14.07.1956 | Boekarest     |
| 1,76       | Mildred McDaniel               | USA  | 01.12.1956 | Melbourne     |
| 1,76       | Iolanda Balaş                  | ROM  | 13.10.1957 | Boekarest     |
| 1,77       | Cheng Feng-jung                | CHN  | 17.11.1957 | Peking        |
| 1,78       | Iolanda Balaş                  | ROM  | 07.06.1958 | Boekarest     |
| 1,80       | Iolanda Balaş                  | ROM  | 22.06.1958 | Cluj          |
| 1,81       | Iolanda Balaş                  | ROM  | 31.07.1958 | Poiana Brașov |
| 1,82       | Iolanda Balaş                  | ROM  | 04.10.1958 | Boekarest     |
| 1,83       | Iolanda Balaş                  | ROM  | 18.10.1958 | Boekarest     |
| 1,84       | Iolanda Balaş                  | ROM  | 21.09.1959 | Boekarest     |
| 1,85       | Iolanda Balaş                  | ROM  | 06.06.1960 | Boekarest     |
| 1,86       | Iolanda Balaş                  | ROM  | 10.07.1960 | Boekarest     |
| 1,87       | Iolanda Balaş                  | ROM  | 15.04.1961 | Boekarest     |
| 1,88       | Iolanda Balaş                  | ROM  | 18.06.1961 | Warschau      |
| 1,90       | Iolanda Balaş                  | ROM  | 08.07.1961 | Boedapest     |
| 1,91       | Iolanda Balaş                  | ROM  | 16.07.1961 | Sofia         |
| 1,92       | Ilona Gusenbauer               | AUT  | 04.09.1971 | Wenen         |
| 1,92       | Ulrike Meyfarth                | FRG  | 04.09.1972 | München       |
| 1,94       | Jordanka Blagojeva             | BUL  | 24.09.1972 | Zagreb        |
| 1,94       | Rosemarie Witschas             | GDR  | 24.08.1974 | Berlijn       |
| 1,95       | Rosemarie Witschas             | GDR  | 08.09.1974 | Rome          |
| 1,96       | Rosemarie Ackermann (Witschas) | GDR  | 08.05.1976 | Dresden       |
| 1,96       | Rosemarie Ackermann            | GDR  | 03.07.1977 | Dresden       |
| 1,97       | Rosemarie Ackermann            | GDR  | 14.08.1977 | Helsinki      |
| 1,97       | Rosemarie Ackermann            | GDR  | 26.08.1977 | Berlijn       |
| 2,00       | Rosemarie Ackermann            | GDR  | 26.08.1977 | Berlijn       |
| 2,01       | Sara Simeoni                   | ITA  | 04.08.1978 | Brescia       |
| 2,01       | Sara Simeoni                   | ITA  | 31.08.1978 | Praag         |
| 2,02       | Ulrike Meyfarth                | FRG  | 08.09.1982 | Athene        |
| 2,03       | Ulrike Meyfarth                | FRG  | 21.08.1983 | Londen        |
| 2,03       | Tamara Bykova                  | URS  | 21.08.1983 | Londen        |
| 2,04       | Tamara Bykova                  | URS  | 25.08.1983 | Pisa          |
| 2,05       | Tamara Bykova                  | URS  | 22.06.1984 | Kiev          |
| 2,07       | Ljoedmila Andonova             | BUL  | 20.07.1984 | Berlijn       |
| 2,07       | Stefka Kostadinova             | BUL  | 25.05.1986 | Sofia         |
| 2,08       | Stefka Kostadinova             | BUL  | 31.05.1986 | Sofia         |
| 2,09       | Stefka Kostadinova             | BUL  | 30.08.1987 | Rome          |
| 2,10       | Jaroslava Mahoetsjich          | UKR  | 07.07.2024 | Parijs        |

NB:
Alle met * aangeduide prestaties werden goedgekeurd door de Internationale Vrouwen Atletiek Bond, de Fédération Sportive Féminine Internationale (F.S.F.I.). Later, nadat in de loop van de jaren dertig de FSFI was opgegaan in de IAAF, zijn deze overgenomen door de IAAF.

## Nationale records

### Mannen (outdoor)
Bijgewerkt tot en met 6 december 2018.
| Land | Hoogte | Atleet                     | Plaats         | Datum                 |
| ---- | ------ | -------------------------- | -------------- | --------------------- |
| CUB  | 2,45 m | Javier Sotomayor           | Salamanca      | 27-07-1993            |
| QAT  | 2,43 m | Mutaz Essa Barshim         | Brussel        | 05-09-2014            |
| SWE  | 2,42 m | Patrik Sjöberg             | Stockholm      | 30-06-1987            |
| UKR  | 2,42 m | Bohdan Bondarenko          | New York       | 14-06-2014            |
| KGZ  | 2,41 m | Igor Paklin                | Kobe           | 04-09-1985            |
| RUS  | 2,41 m | Ivan Oechov                | Doha           | 09-05-2014            |
| USA  | 2,40 m | Charles Austin             | Zürich         | 07-08-1991            |
| ROU  | 2,40 m | Sorin Matei                | Bratislava     | 20-06-1990            |
| CAN  | 2,40 m | Derek Drouin               | Des Moines     | 25-04-2014            |
| CHN  | 2,39 m | Zhu Jianhua                | Eberstadt      | 10-06-1984            |
| ITA  | 2,39 m | Gianmarco Tamberi          | Monaco         | 15-07-2016            |
| POL  | 2,38 m | Artur Partyka              | Eberstadt      | 18-08-1996            |
| YUG  | 2,38 m | Dragutin Topić             | Belgrado       | 01-08-1993            |
| BAH  | 2,38 m | Troy Kemp                  | Nice           | 12-07-1995            |
| RSA  | 2,38 m | Jacques Freitag            | Oudtshoorn     | 05-03-2005            |
| GBR  | 2,37 m | Steve Smith Robert Grabarz | Seoel Lausanne | 20-09-1992 23-08-2012 |
| GER  | 2,37 m | Carlo Thränhardt           | Rieti          | 02-09-1984            |
| AZE  | 2,37 m | Valeri Sereda              | Rieti          | 02-09-1984            |
| BEL  | 2,36 m | Eddy Annys                 | Gent           | 26-05-1985            |
| AUS  | 2,36 m | Tim Forsyth                | Melbourne      | 02-03-1997            |
| BUL  | 2,36 m | Georgi Dakov               | Brussel        | 10-08-1990            |
| CZE  | 2,36 m | Jan Zvara Jaroslav Bába    | Praag Rome     | 23-08-1987 08-07-2005 |
| GRE  | 2,36 m | Labros Papakostas          | Athene         | 21-07-1992            |
| BER  | 2,36 m | Clarence Saunders          | Auckland       | 01-02-1990            |
| NOR  | 2,36 m | Steinar Hoen               | Oslo           | 01-07-1997            |
| ISR  | 2,36 m | Konstantin Matusevich      | Perth          | 05-02-2000            |
| SYR  | 2,36 m | Majd Eddin Ghazal          | Peking         | 18-05-2016            |
| CYP  | 2,35 m | Kyriakos Ioannou           | Osaka          | 29-08-2007            |
| ESP  | 2,34 m | Arturo Ortíz               | Barcelona      | 22-06-1991            |
| KOR  | 2,34 m | Lee Jin-Taek               | Seoel          | 20-06-1997            |
| BLR  | 2,34 m | Andrey Sankovich           | Homel          | 14-05-1993            |
| SVK  | 2,34 m | Robert Ruffini             | Praag          | 03-07-1988            |
| ALG  | 2,34 m | Abderahmane Hammad         | Algiers        | 14-07-2000            |
| BOT  | 2,34 m | Kabelo Kgosiemang          | Addis Abeba    | 04-05-2008            |
| LTU  | 2,34 m | Rolandas Verkys            | Warschau       | 16-06-1991            |
| JAM  | 2,34 m | Germaine Mason             | Santo Domingo  | 09-08-2003            |
| FRA  | 2,34 m | Mickael Hanany             | El Paso        | 22-03-2014            |
| COL  | 2,33 m | Gilmar Mayo                | Pereira        | 17-10-1994            |
| JPN  | 2,33 m | Naoyuki Daigo              | Osaka          | 02-07-2006            |

### Vrouwen (outdoor)
Bijgewerkt tot en met 8 december 2016.
| Land | Hoogte | Atleet                                | Plaats           | Datum                 |
| ---- | ------ | ------------------------------------- | ---------------- | --------------------- |
| UKR  | 2,10 m | Jaroslava Mahoetsjich                 | Parijs           | 07-07-2024            |
| BUL  | 2,09 m | Stefka Kostadinova                    | Rome             | 30-08-1987            |
| CRO  | 2,08 m | Blanka Vlašić                         | Zagreb           | 31-08-2009            |
| RUS  | 2,07 m | Anna Tsjitsjerova                     | Tsjeboksary      | 22-07-2011            |
| SWE  | 2,06 m | Kajsa Bergqvist                       | Eberstadt        | 26-07-2003            |
| RSA  | 2,06 m | Hestrie Cloete                        | Parijs           | 31-08-2003            |
| GER  | 2,06 m | Ariane Friedrich                      | Berlijn          | 14-06-2009            |
| BEL  | 2,05 m | Tia Hellebaut                         | Peking           | 23-08-2008            |
| USA  | 2,05 m | Chaunté Lowe                          | Des Moines       | 26-06-2010            |
| CUB  | 2,04 m | Silvia Costa                          | Barcelona        | 09-09-1989            |
| GRE  | 2,03 m | Niki Bakogianni                       | Atlanta          | 03-08-1996            |
| ITA  | 2,03 m | Antonietta di Martino                 | Milaan Osaka     | 24-06-2007 02-09-2007 |
| ROU  | 2,02 m | Monica Iagăr                          | Boedapest        | 06-06-1998            |
| ESP  | 2,02 m | Ruth Beitia                           | San Sebastian    | 04-08-2007            |
| KAZ  | 2,01 m | Olga Turchak                          | Moskou           | 07-07-1986            |
| NOR  | 2,01 m | Hanne Haugland                        | Zürich           | 13-08-1997            |
| BLR  | 2,00 m | Tatyana Shevchik                      | Homel            | 14-05-1993            |
| CZE  | 2,00 m | Zuzana Hlavoňová                      | Praag            | 05-06-2000            |
| SLO  | 2,00 m | Britta Bilač                          | Helsinki         | 14-08-1994            |
| HUN  | 2,00 m | Dóra Györffy                          | Nyíregyháza      | 26-07-2001            |
| SRB  | 2,00 m | Biljana Petrović                      | Saint-Denis      | 22-06-1990            |
| POL  | 1,99 m | Kamila Lićwinko Justyna Kasprzycka    | Opole Eugene     | 09-06-2013 31-05-2014 |
| AUS  | 1,98 m | Alison Inverarity Vanessa Browne-Ward | Ingolstadt Perth | 17-07-1994 12-02-1989 |
| CAN  | 1,98 m | Debbie Brill                          | Rieti            | 02-09-1984            |
| UZB  | 1,98 m | Svetlana Radzivil Nadiya Dusanova     | Tashkent         | 22-05-2008 17-07-2008 |
| LCA  | 1,98 m | Levern Spencer                        | Athens           | 08-05-2010            |
| GBR  | 1,98 m | Katarina Johnson-Thompson             | Rio de Janeiro   | 12-08-2016            |
| LTU  | 1,98 m | Airinė Palšytė                        | Kaunas           | 27-07-2014            |
| CHN  | 1,97 m | Ling Jin                              | Hamamatsu        | 07-05-1989            |
| LAT  | 1,97 m | Valentīna Gotovska                    | Vilnius          | 04-08-1990            |
| AUT  | 1,97 m | Sigrid Kirchmann                      | Stuttgart        | 21-08-1993            |
| MDA  | 1,97 m | Olga Bolșova                          | Rieti            | 05-09-1993            |
| KGZ  | 1,97 m | Tatjana Efimenko                      | Rome             | 11-07-2003            |
| DOM  | 1,97 m | Juana Rosario Arrendel                | San Salvador     | 02-12-2002            |
| MEX  | 1,97 m | Romary Rifka                          | Xalapa           | 04-04-2004            |
| ARG  | 1,96 m | Solange Witteveen                     | Oristano         | 09-08-1997            |
| EST  | 1,96 m | Anna Iljuštšenko                      | Viljandi         | 09-08-2011            |
| FRA  | 1,96 m | Maryse Éwanjé-Épée Melanie Melfort    | Colombes Castres | 21-07-1985 11-08-2007 |
| JPN  | 1,96 m | Miki Imai                             | Yokohama         | 15-09-2001            |
| NED  | 1,95 m | Britt Weerman                         | Ninove           | 16-07-2022            |